# Dōjō

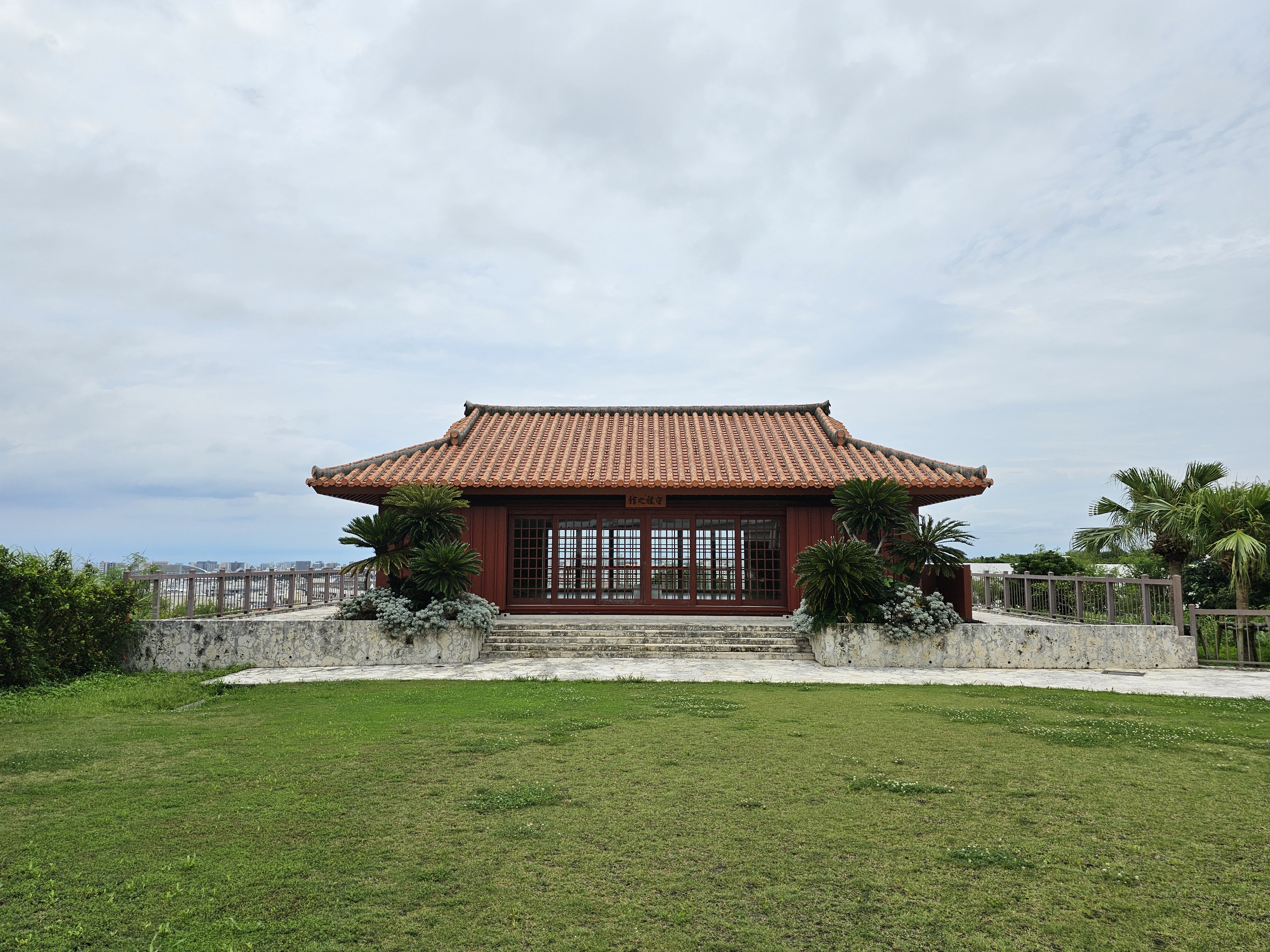
Traditionelles Dōjō – Shurei no yakata – Okinawa Karate kaikan in Tomigusuku bei Naha, Okinawa

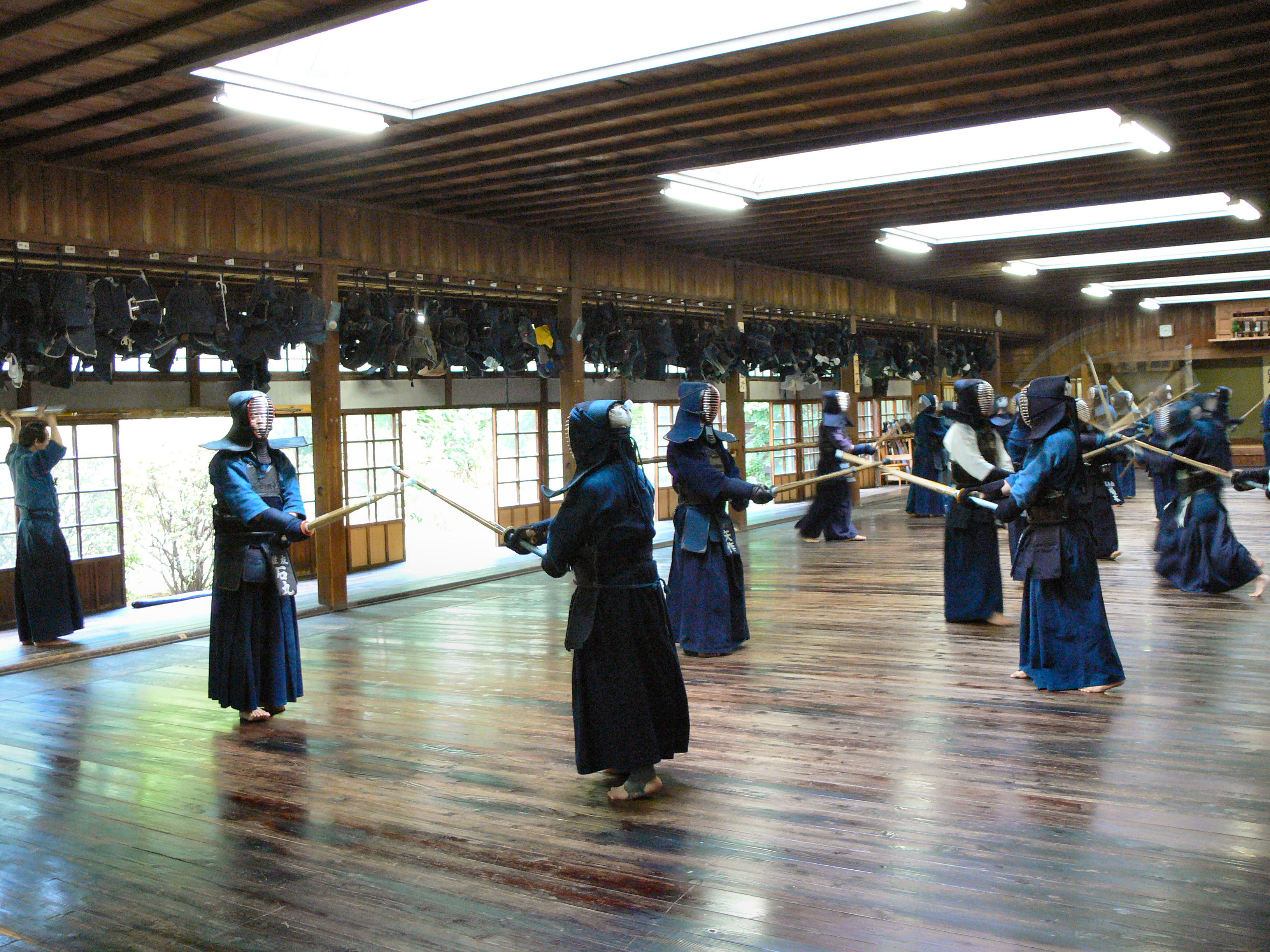
Blick in ein Dōjō – Kendō, 2006

Dōjō (jap. 道場 ‚Stätte des Do, Ort des Weges‘; IPA [doːdʑoː]) bezeichnet einen Trainingsraum für verschiedene japanische Kampfkünste (Budō) wie z. B. Karate, Jūdō, Kendō, Ju-Jutsu, Iaidō oder Aikidō. Im übertragenen Sinne steht der Begriff auch für die Gemeinschaft der dort Übenden bzw. den Übungsleiter. Neben dieser traditionellen Bezeichnung, wird der Begriff zunehmend auch in anderen Bereichen wie für den Meditationsraum im  Zen-Buddhismus (Zazen und Kinhin) und der Softwareentwicklung verwendet.

## Der Begriff Dōjō

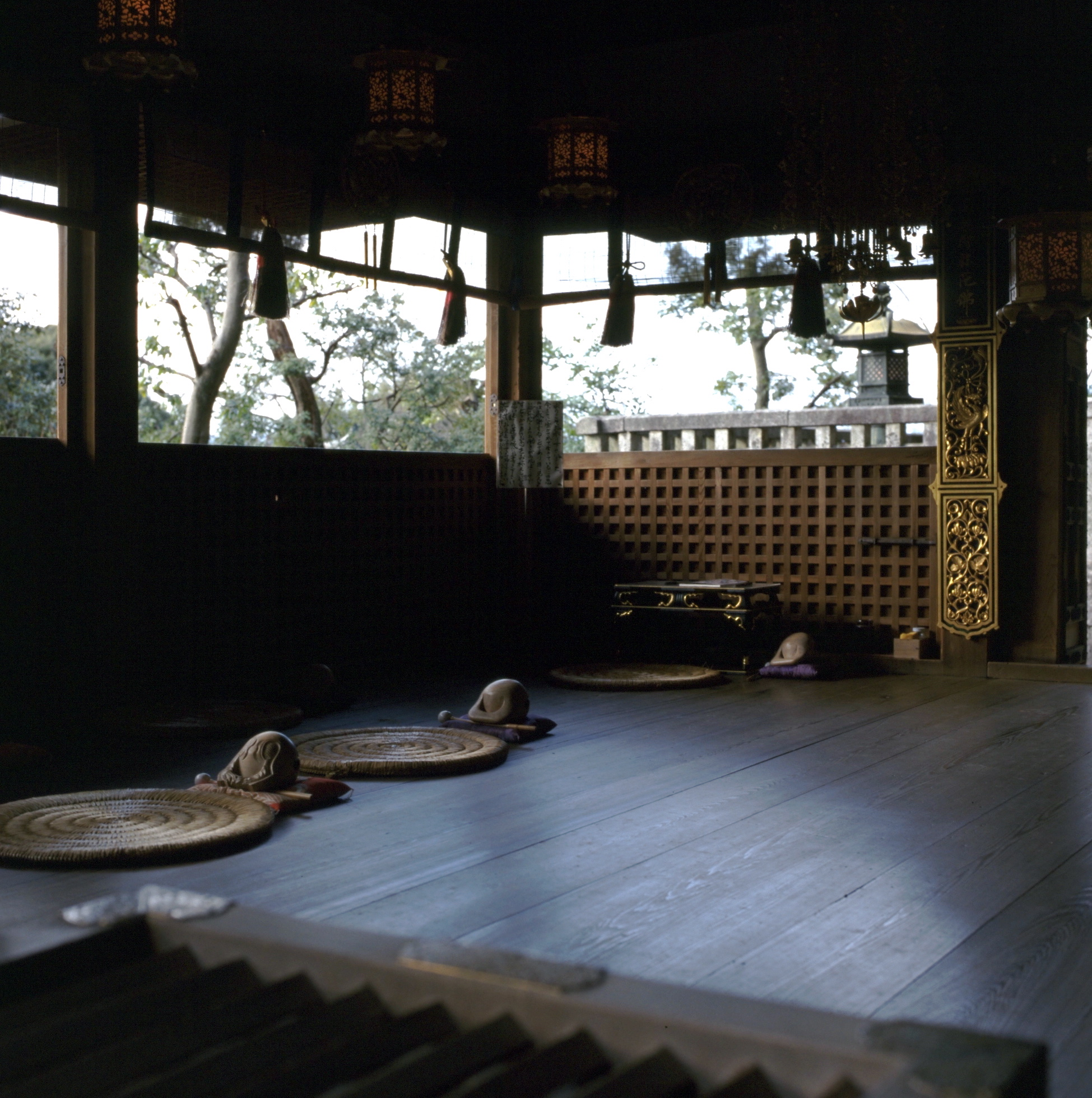
Meditations-Dōjō in Kyoto (Japan)

Der Platz unter dem Bodhi-Baum, wo der Buddha saß und die Erleuchtung erreichte, heißt im Sanskrit bodhimaṇḍa „Platz der Erleuchtung“. Dem entspricht chinesisch daochang, japanisch dōjō und koreanisch dojang. Seit dem Mittelalter wurden rituelle Räume des Buddhismus so bezeichnet, in denen zum Beispiel Ordinationen stattfanden. Seit der Meiji-Zeit (spätes 19. Jahrhundert) gewann dōjō in Japan die Bedeutung eines Übungsplatzes für die Kampfkünste, gleich ob es sich dabei um ein Gelände unter freiem Himmel oder eine Trainingshalle handelt. Früher hatte ein Kampfkunst-Dōjō hoch angebrachte Fenster (mushamado), die verhindern sollten, dass Angehörige anderer Schulen das Training beobachteten.
Im heutigen Japan kann jede Einrichtung für körperliches Training, einschließlich des professionellen Ringens, als Dōjō bezeichnet werden. In der westlichen Welt wird der Begriff Dōjō (wenn er sich auf körperliche Aktivitäten bezieht) ausschließlich für japanische Kampfsportarten verwendet. Der alternative Begriff Zendo ist spezifischer und wird häufiger verwendet. Europäische Sōtō-Zen-Gruppen, die der Association Zen Internationale (AZI; internationale Zen-Vereinigung) angeschlossen sind, ziehen es vor, Dōjō statt Zendo zu verwenden, um ihre Meditationshallen zu beschreiben, wie es ihr Gründungsmeister Taisen Deshimaru tat.

### Computerbezogen
Agiles Coaching dōjō: ein Raum, in dem ein funktionsübergreifendes Team bis zu drei Monate lang mit einem agilen Trainer und technischen Fachleuten zusammenarbeitet, um agile und technische Praktiken zu erlernen und zu üben.
Coding dōjō: ein Raum und die dazugehörige Technik für Gruppen zum Üben von Computerprogrammierfähigkeiten
Testing dōjō: ein Raum und eine Zeit, in der Tester gemeinsam an einer Testaufgabe arbeiten
Dojo Toolkit: Java-script Bibliothek

### Andere Namen für Trainingshallen

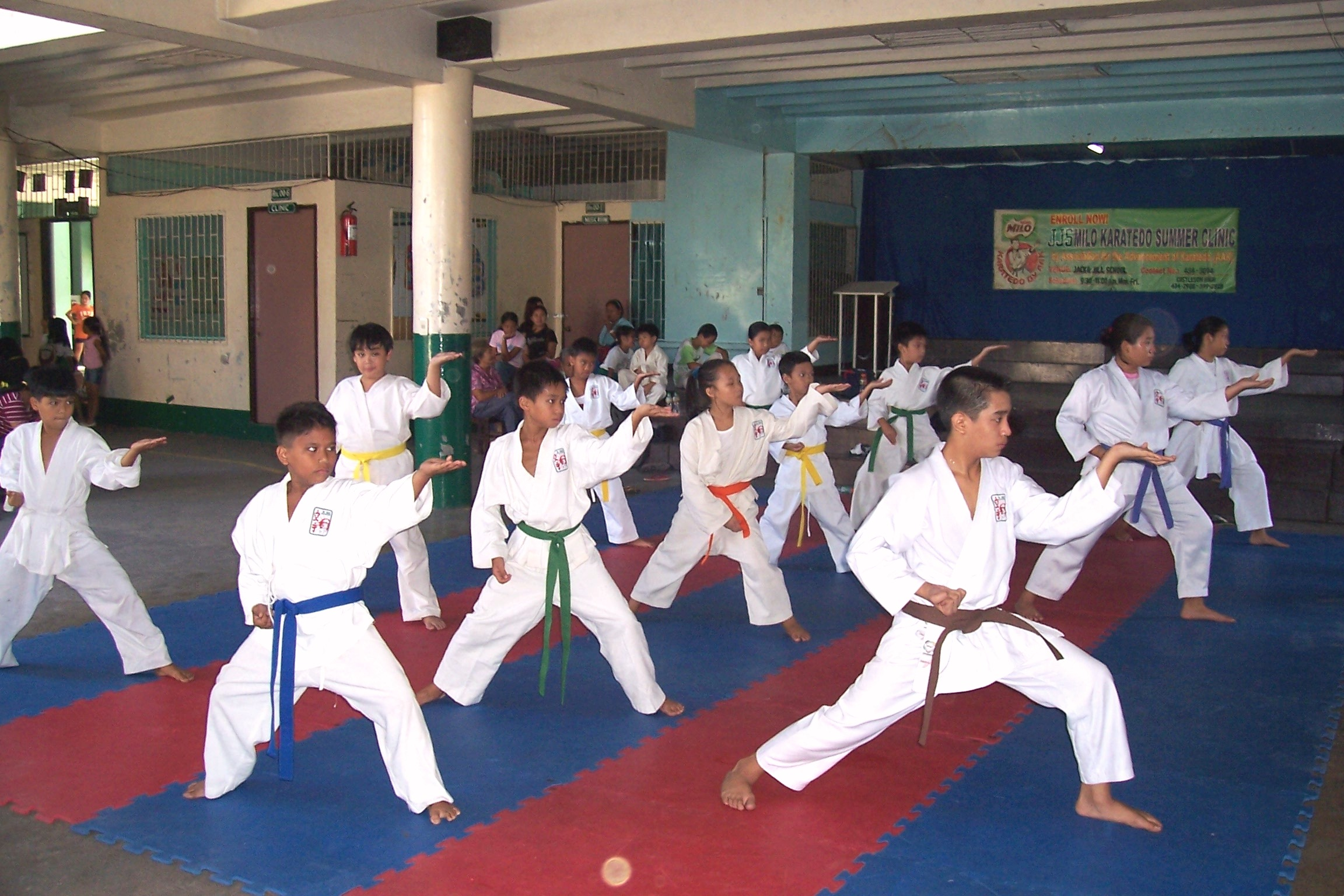
Kinder beim Karate-Training im Dojo der Jack-and-Jill-Schule in Bacolod City (Philippinen)

Andere Namen für Trainingshallen, die mit „dōjō“ gleichzusetzen sind, sind u. a:
- Akhara (indische Kampfkünste)
- Dojang (koreanische Kampfkünste)
- Gelanggang (Silat Melayu)
- Heya (Sumō)
- Kalari (Kalaripayat; indische Kampfkunst)
- Sasaran (Pencak Silat; indonesische Kampfkunst)
- Wuguan (Wushu; Kungfu; chinesische Kampfkunst)
- Võ Đường (Viet vo dao; vietnamesische Kampfsportarten)

## Dōjō-Arten
Honbu Dōjō (本部道場) bezeichnet das Hauptquartier oder die zentrale Übungshalle einer Kampfkunst oder Kampfsportart.
Im westlichen Zen-Buddhismus wird in einem Dōjō Meditation im Sitzen (Zazen) und Meditation im  Gehen (Kinhin) geübt. Ein solches Dōjō wird auch Zendō (禅堂) genannt.
Außerhalb Japans wird neben der eigentlichen Übungshalle bzw. Übungsraum mit „Dōjō“ oft auch der Verein oder Club bezeichnet.

### Richtungsangaben
- Vorn (Vorder-/Frontseite): Shōmen (正面).[7] Obwohl stark buddhistisch geprägt, ist es in Japan seit den 1920er-Jahren in vielen Budō-Dōjō üblich, an der Stirnseite auch einen Kamidana (shintoistischer Hausaltar) aufzustellen, der als Kamiza bezeichnet wird.[15] Nach japanischer Tradition ist Kamiza im Osten.[16]
- Links: Fukosen
- Rechts: Shusen
- Hauptlinie: Embusen, auch Enbusen (演武線)
- Eingangsseite: Shimoza, traditionell die Westseite.[16]
- Obere Seite: Jōseki (Ehrenplatz für den Lehrer, meistens am weitesten vom Eingang entfernt)[17]
- Untere Seite: Shimoseki (Platz für die Schüler, gegenüber dem Jōseki)[18]

## Verhaltensregeln
Auch wenn in der westlichen Welt ein Dōjō meistens eine normale Sporthalle ist, so gelten für die Sportler und Gäste bestimmte Verhaltensregeln (Reishiki):
- Vor dem Betreten der eigentlichen Übungshalle sind die Schuhe auszuziehen, und man legt Schmuck, Armbanduhr, Kopfbedeckung, kurz alles Irdische ab.[16][19]
- Betritt man das Dōjō, verbeugt man sich in Richtung Shōmen (Vorderseite).[20][21] Damit bezeugt man Respekt gegenüber dem Meister und den anderen Übenden und versichert, dass man sich im Dōjō regelkonform verhalten wird.[16]
- Laute Geräusche oder Unterhaltungen sind unerwünscht, da die Übenden nicht gestört werden sollen.[16][22]

In vielen Dōjō erlaubt die Sitzordnung Rückschlüsse auf die Rangfolge der Personen: Die Ranghöchsten sitzen am weitesten von der Tür entfernt. Diese Tradition stammt aus der Herrschaftszeit der Samurai (Kriegerkaste) und ist noch heute in Großraumbüros japanischer Firmen anzutreffen.

## Bekannte Dōjō

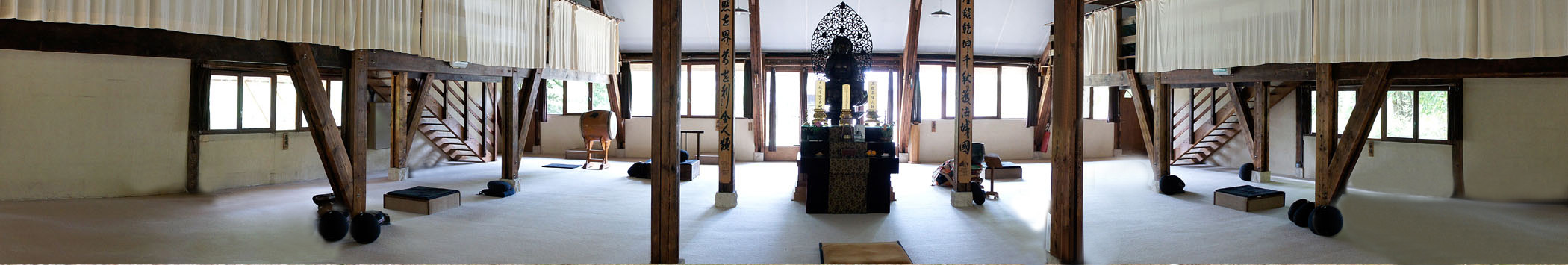
Sōtō Zen Dojo der La Gendronniére in der Nähe von Blois (Frankreich)

- Kōdōkan, die älteste und bedeutendste Jūdō-Schule der Welt, in Tokio
- Aikikai Honbu Dōjō, Haupt-Dōjō des Aikidō, ebenfalls in Tokio
- Yuishinkan, Dōjō des Gōjū-Ryū-Karate in Osaka
- Noma Dōjō, ein bedeutendes privates Kendō-Dōjō in Tokio.
- La Gendronniére, ist einer der europäischen Haupttempel der Sōtō-Schule des Zen-Buddhismus mit einem großen Zen Dōjō.[24]